# Ерова гласна
Еровите гласни двойка свръхкъси гласни в ранните славянски езици, включително в старобългарския език. В старобългарския еровите гласни се произнасят като *[ŭ] (заден ер) и *[ĭ] (преден ер).
В глаголицата и в кирилицата еровите гласни се обозначават със специални букви, наричани ерове: Ⱏ за заден и Ⱐ за преден ер в глаголицата и ъ за заден (голям) и ь за преден (малък) ер в кирилицата.
В съвременните славянски езици еровите гласни не се използват, като или са се развили в гласни с пълна дължина, или са напълно редуцирани, като при това в някои случаи палатализират предходните съгласни. Кирилските букви ъ и ь днес се използват с други функции – ь най-често обозначава палатализация на предходната съгласна, а ъ се използва в българския за обозначаване на звука /ɤ/.